# Alaestès verd
L'alaestès verd (Lestes barbarus) és un odonat de la família Lestidae. Té l'aspecte típic d'un lèstid; té el cos verd metàl·lic i en repòs manté les seves ales separades del cos. 

## Distribució i hàbitat
Lestes barbarus es troba al sud d'Europa en una franja que va a través d'Espanya, França, Itàlia i Grècia fins a l'Índia i Mongòlia. És menys comú al nord d'Europa, es reprodueix als Països Baixos en les dunes costaneres i està augmentant en nombre. També es troba al nord d'Àfrica; el seu nom llatí deriva del fet que el primer espècimen va ser trobat a Barbaria, al nord d'Àfrica. Es pot trobar en aigües estancades i lleugerament salobres.

## Identificació
Aquest lèstid es diferencia dels altres Lestes europeus perquè té el pterostigma de dos colors. L'apèndix abdominal masculí i l'ovipositor femení també són característics i el diferencien de Lestes sponsa o Lestes dryas. Igual que en altres Lestes els dos sexes són de color verd metàl·lic i les ales queden separades del cos.
Els immadurs tenen el pterostigma pàl·lid i només desenvolupen el característica pterostigma de dos colors quan maduren.

## Comportament
El seu període de vol és de març a octubre en el del sud de la seva àrea, però en del nord el seu període de vol principal és de juny a agost. Lestes barbarus és molt similar en el seu comportament a Lestes sponsa. És més probable trobar-lo lluny d'aigua.
Després de l'aparellament el mascle sosté la femella en tàndem mentre ella pon els ous sobre les plantes de ribera. Un cop els ous passen l'hivern i arriba la primavera, les larves es desenvolupen molt de pressa, i al cap de 2 mesos emergeixen els adults.

## Galeria

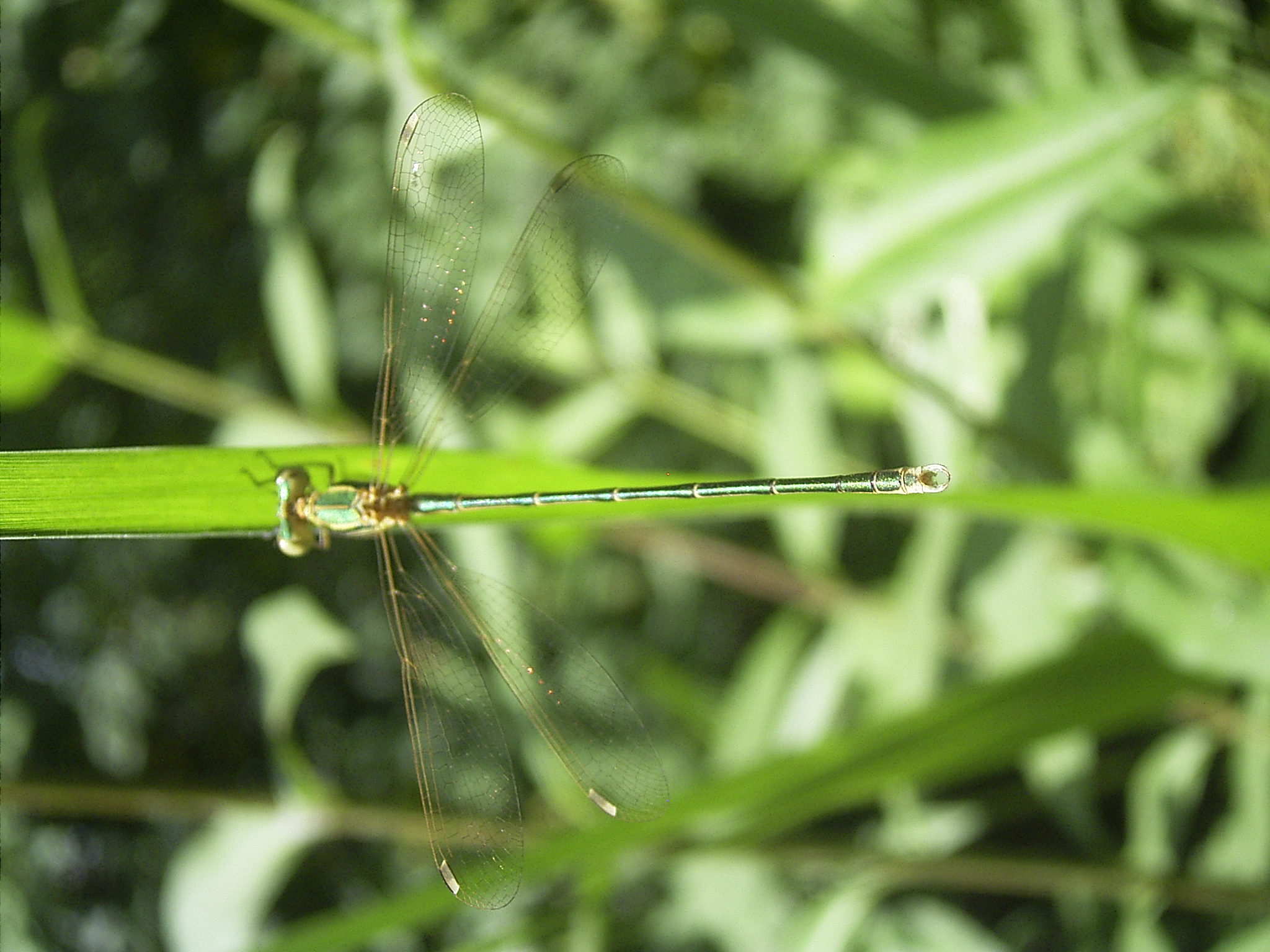
Lestes barbarus mascle
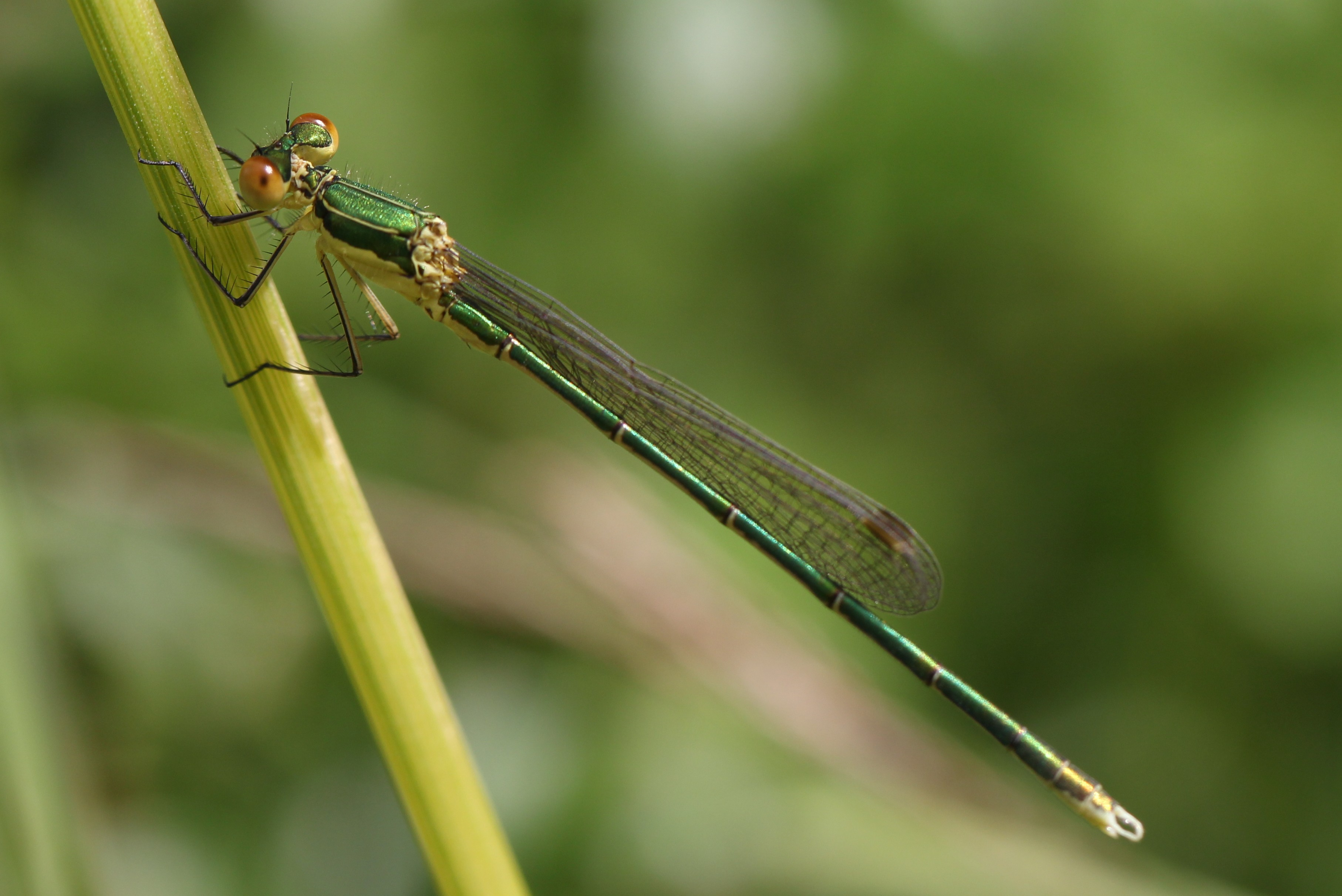
Lestes barbarus mascle
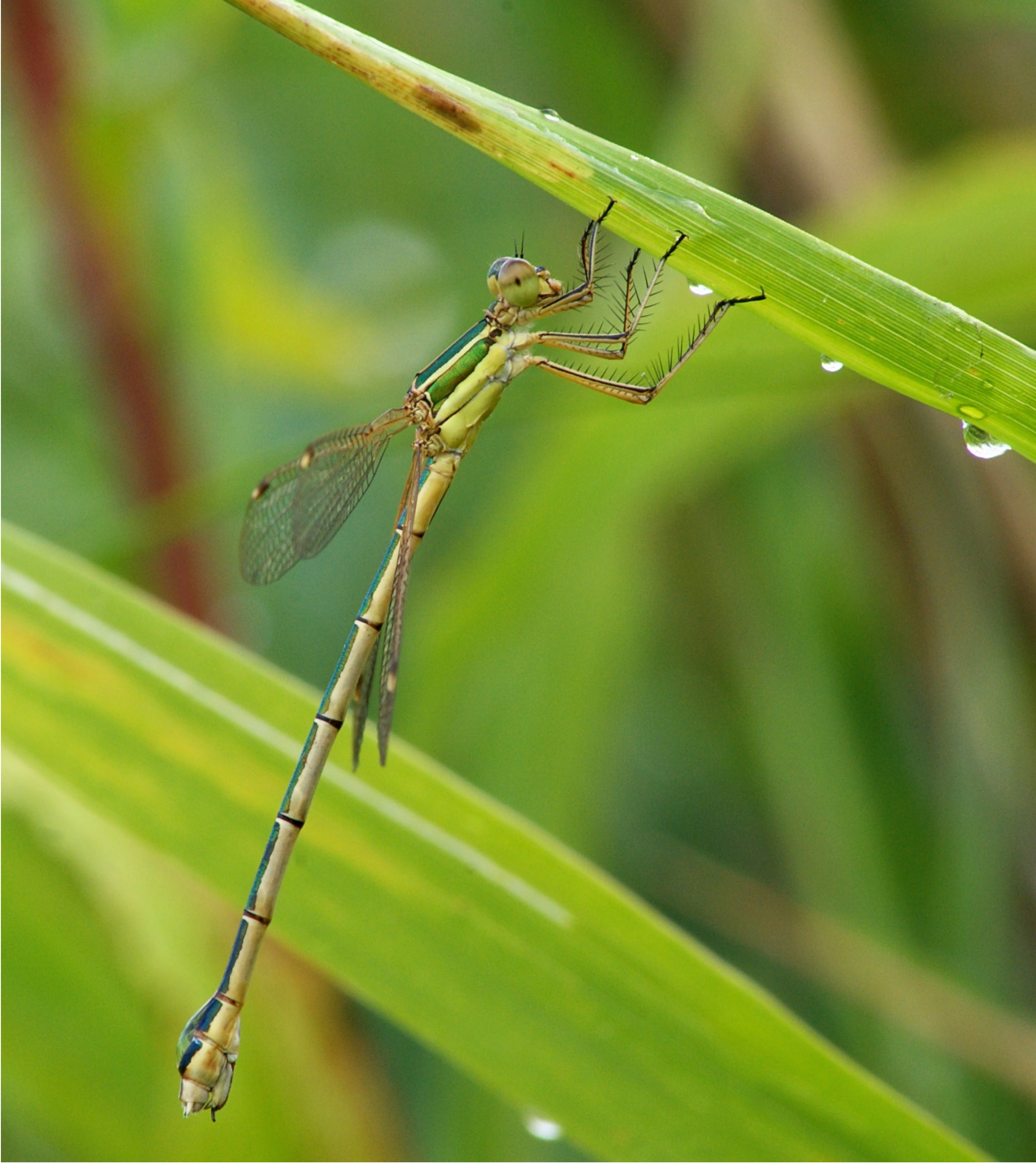
Lestes barbarus femella
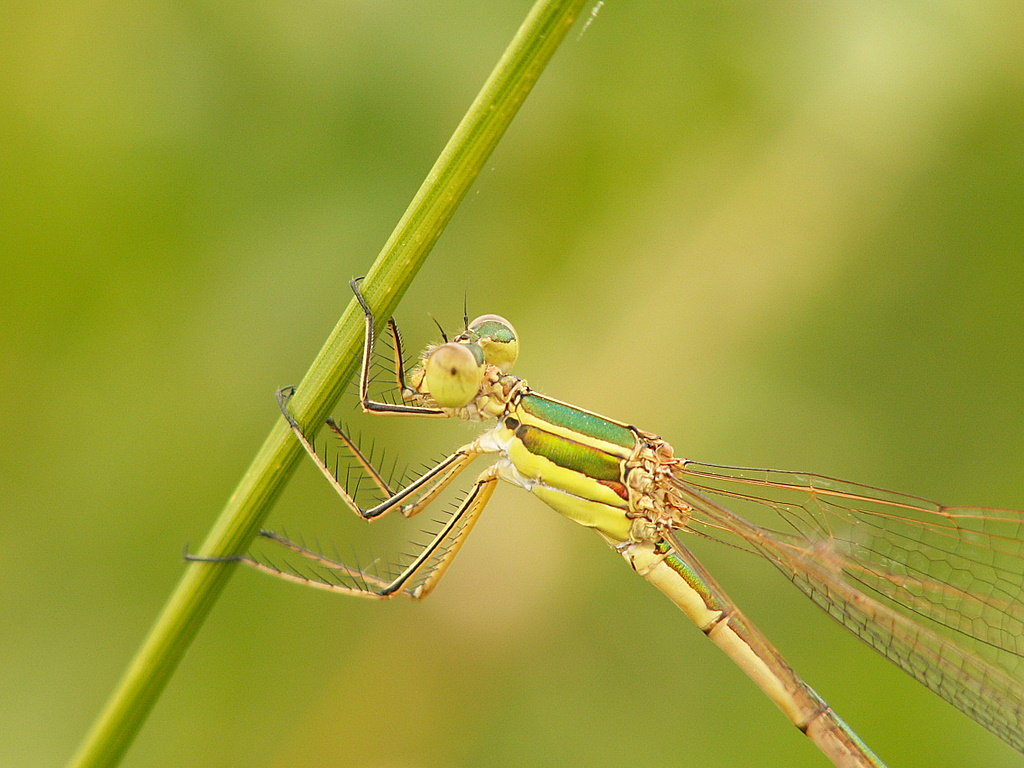
Lestes barbarus femella
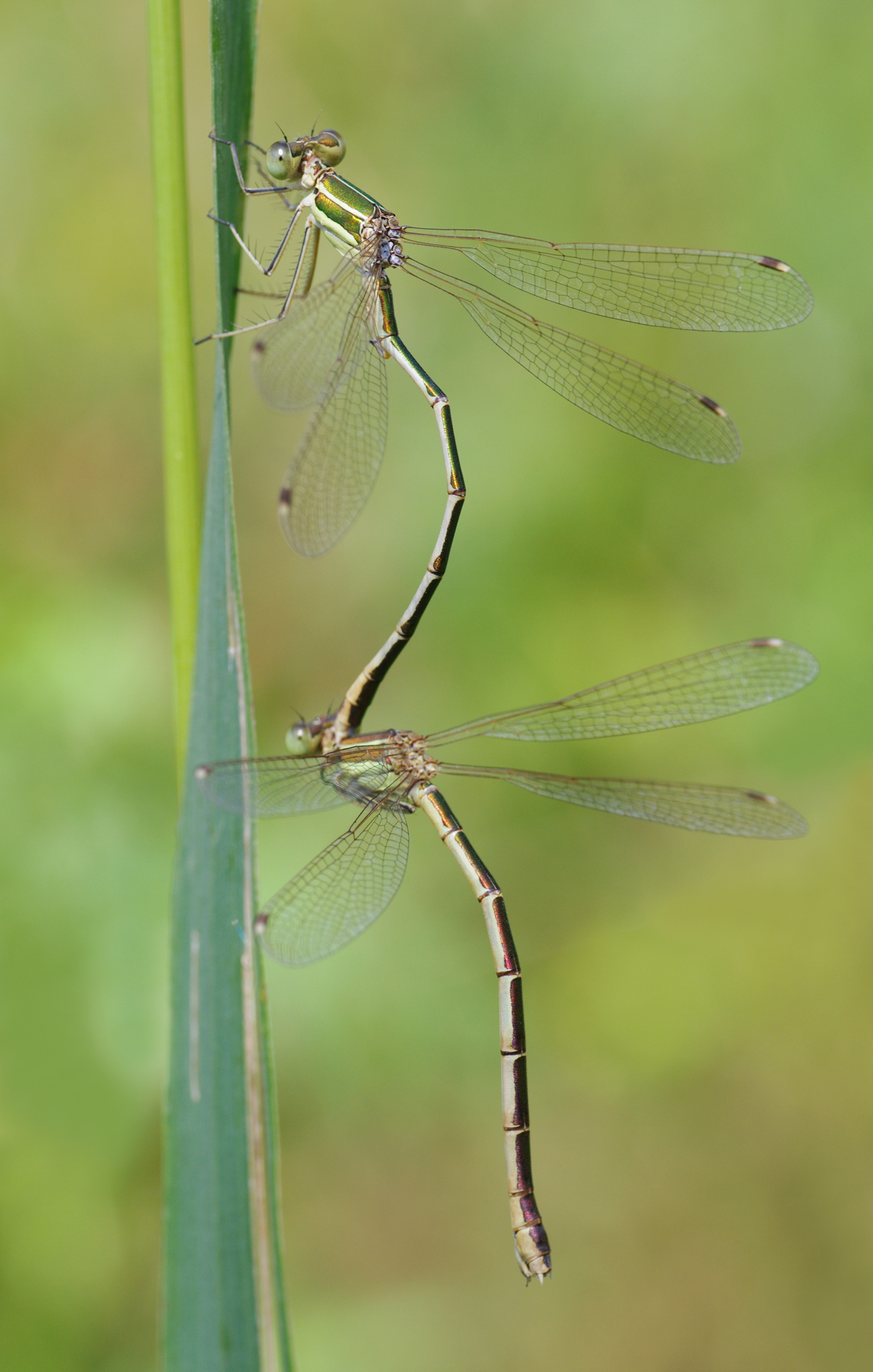
Lestes barbarus en tàndem